# Троекуровский проезд
Троекуровский проезд — улица в Западном административном округе Москвы, в районе Очаково-Матвеевское.

## История
Проезд назван в 1993 году по находившемуся ранее в этом месте селу Троекурово:653.
В 1960 году село Троекурово было присоединено к Москве:653

## Расположение
Проезд соединяет Московскую кольцевую автомобильную дорогу (МКАД) с Рябиновой улицей:653 и пролегает с юго-запада на северо-восток. С Северо-западной стороны проезда вдоль него протекает река Сетунь (нижний приток Москвы), с юго-западной стороны к проезду примыкают Троекуровское кладбище и Троекуровская роща.
Вдоль основной части Троекуровского проезда располагаются природные насаждения, вблизи проезда также расположена усадьба Троекурово, которая является природным участком заказника «Долина реки Сетунь».
В одном километре южнее Троекуровского проезда находится рынок «Престиж-М». Напротив западного участка Троекуровского проезда возле МКАД располагается строительная площадка делового центра «Сколково-Парк». Также в километре от Троекуровского проезда находится торгово-строительный комплекс «Сколковский». В шестистах метрах от Троекуровского проезда в сторону Сколковского шоссе находится торговый комплекс «Спорт-Хит.

## Общественный транспорт
По Троекуровскому проезду осуществляется движение автобусов № 612. Неподалёку севернее Троекуровского проезда располагается станция линии МЦД-1 «Сетунь».